# 孔喬斯河

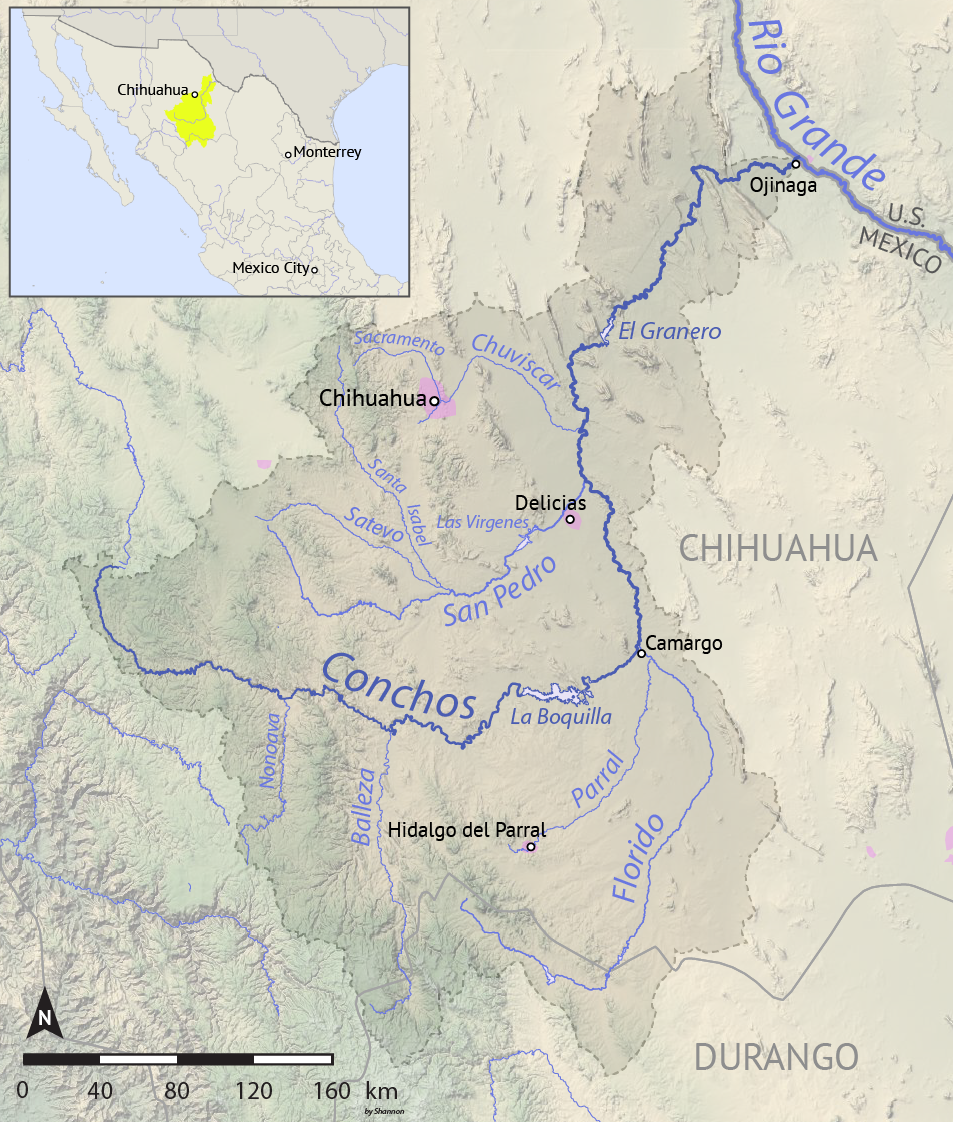

孔喬斯河是墨西哥的河流，位於契瓦瓦州，屬於格蘭德河的支流，河道全長910公里，流域面積62,881平方公里，發源自東馬德雷山脈，平均流量每秒100立方米。